# 八森站
八森站（日语：／ Hachimori eki */?）位于秋田县山本郡八峰町八森字中滨，是东日本旅客铁道（JR東日本）管辖的五能线上的鐵路車站。八峰町的代表车站，原八森町中心附近。

## 历史
1926年作为椿站投入运营。1959年伴随着八森町行政中心的转移，同年10月1日邻站八森站改名为东八森站，11月1日椿站改名为八森站。之后1965年纪势本线的纪伊椿站改名为椿站。
- 1926年
  - 4月26日 - 作为日本国有铁道椿站投入运营[1]。设立椿机务折返段。
  - 11月24日 - 机务折返段废除。
- 1959年10月1日 - 改名为八森站[1]。
- 1983年4月1日 - 专用线货运业务停止[2]。
- 1984年7月12日 - 简易委托化改造。
- 1985年 - 重新修建站房与八森町商工会馆（现 白神八峰商工会）并设。
- 1987年4月1日 - 国铁分割民营化后成为JR东日本车站。
- 1990年 - 无人化改造。
- 2002年 - 入选东北车站百选。
- 2003年4月1日 - 管理站由岩馆站变更为能代站。

## 车站结构
岛式站台单侧使用的1台1线的地上车站。原为岛式、侧式混合2台3线车站。车站接入冶金厂电气化专用线。站房使用秋田杉建造，与白神八峰商工会并设。
能代站管理的无人车站。

## 相鄰車站
東日本旅客鐵道
■五能線
□快速
通过
■普通
東八森－八森－泷之间